# Rubens Barbosa Souza
Rubens Barbosa Souza (Almenara, 5 de julho de 1967), mais conhecido como Índio, é um ex-futebolista brasileiro que atuava como lateral-direito.

## Carreira
Índio começou a carreira nas categorias de base do Nacional de São Paulo, em 1984, onde 4 anos depois, em 1988, ele foi campeão da Copa São Paulo de Futebol Júnior.
Em 1990, ele teve o passe negociado com o Santos. Estreou em 28 de janeiro, no empate sem gols com o São Bento no Estádio da Vila Belmiro. Seu último jogo aconteceu em 14 de dezembro de 1994, um amistoso no Estádio Coliseum, em Oakland, em que o Santos venceu por 3x1 o Chivas Guadalajara. Ao todo, fez 247 jogos e 11 gols pelo clube.
Em 1995, indicado por Vanderlei Luxemburgo, Índio foi contratado pelo Palmeiras.
No ano seguinte, foi contratado pelo Flamengo, fazendo parte do elenco que sagrou-se campeão do Campeonato Carioca.
Na sequência de sua carreira defendeu ainda as camisas de Guarani, Goiás (campeão goiano 1998), Atlético-MG (campeão mineiro 1999), São José e finalmente em 2002 encerrou sua carreira profissional atuando na Matonense.

Encerrou sua carreira em 1999, aos 32 anos.
"Tive de encerrar a carreira cedo por causa de bronquite. Não me sentia bem e parei de jogar com 32 anos, quando estava no Atlético Mineiro. Tentei ainda voltar no Nacional de São Paulo, mas não deu certo", revelou.
Após pendurar as chuteiras, Índio virou dono de uma escolinha de futebol em Pirituba e supervisor de Esportes da Regional de Perus, zona norte de São Paulo.

## Conquistas
Nacional-SP
- Copa São Paulo de Futebol Júnior: 1988

Flamengo
- Campeonato Carioca: 1996

Goiás
- Campeonato Goiano: 1998

Atlético Mineiro
- Campeonato Mineiro: 1999